# Вільям Рушенбергер
Вільям Рушенбергер (англ. William Ruschenberger; 1807—1895) — мандрівник і натураліст, за професією хірург північноамериканського військового флоту. Двічі здійснював навколосвітні подорожі, описані ним в творах «Three years in the Pacifique» (Філадельфія, 1835) і «Voyage round the World» (1838).
Крім цього, йому належать такі праці: «Elements of natural history» (1850), «Hist. of the Academy of sc. of Philadelphia» (1877) та інші.